# پرواز خاموش
پرواز خاموش فیلمی به کارگردانی عبدالحسن برزیده و نویسندگی عطاءاله سلمانیان محصول سال ۱۳۷۷ است.

## خلاصه داستان
عباس خلبان یک هواپیمای جنگی به همراه دوربین‌های ساخت وطن که برای اولین بار روی جنگنده ای سوار شده است، برای شناسایی موقعیت دشمن به آن سوی مرزها می‌رود؛ ولیکن دشمن در برگشت هواپیما و خلبان را هدف قرار می‌دهد و از برج مراقب به او خبر می‌دهند که هواپیما نباید به دست دشمن برسد. عباس زنجانی (خلبان) با وجود زخمی که برداشته، مصمم می‌شود که در اولین فرودگاه در خاک ایران به زمین بنشیند، اما فرودگاه آبادان قدیمی و مخروبه است و قبلاً بوسیله دشمن تخریب شده است. بسیجی‌های آن منطقه وقتی از موضوع خبردار می‌شوند با تمام قدرت فرودگاه را پاکسازی می‌کنند. هواپیما فرود می‌آید، اما خلبان دوام نمی‌آورد و شهید می‌شود. فیلم داخل هواپیما دست فرماندهان می‌رسد، آن‌ها تأکید می‌کنند که جنگنده نیز باید سالم به پایگاه برسد که این بار نیز نیروهای بسیجی به همراه چند خلبان و کارشناس هواپیما، طی عملیات مفصل با وجود درگیری بسیار با عراقی‌ها جنگنده را سلامت به پایگاه می‌رسانند.

## بازیگران
- حسین یاری
- بهمن دان
- مجید مشیری
- مجید زارع کار
- فرید کشکولی
- محمودرضا ثانی
- محمد جوزانی
- محمد ناجی
- محسن نیکویی
- داوود معدنی
- مسعود معرفی
- اصغر اسلامی
- بهزاد وزیری
- مهدی پرویش
- داریوش بابائیان
- علی چکشی
- مهدی سلطانی
- مرجان یدالله زاده
- علیرضا اکبری
- علی حقیقت
- امیرزاده
- حسین پور
- محمدعلی آهنگر
- رازی امیری
- کارشرفی